# 드레이크-노리스 원정
드레이크-노리스 원정(Drake-Norris Expedition)은 영국-스페인 전쟁과 네덜란드 독립 전쟁 기간 중이었던 1589년, 그 전해에 에스파냐의 무적함대를 격파한 잉글랜드가 그 여세를 몰아 역으로 이베리아반도로 쳐들어간 사건이다. 지휘관은 프랜시스 드레이크를 제독으로, 존 노레이스를 장군으로 삼았다. 잉글랜드는 극심한 인명, 함선 피해를 입고 패퇴했다. 에스파냐의 펠리페 2세는 이 승리를 발판으로 이후 10여년에 걸쳐 제해권을 되찾았다.